# Eric XIV
Eric XIV de Suècia, en suec Erik XIV (13 de desembre de 1533 - 26 de febrer de 1577) fou Rei de Suècia de 1560 fins que fou deposat el 1568. Eric XIV era fill de Gustau I (1496-1560) i Caterina de Saxònia-Lauenburg (1513-35). També fou governant d'Estònia, després de la conquesta sueca de 1561.
Si bé ha estat recordat com una persona intel·ligent i amb habilitats artístiques, al principi del seu regnat mostrà signes d'inestabilitat mental, un estat que eventualment el portà a la bogeria. Alguns estudiosos suggereixen que la seva malaltia començà als inicis del seu regnat, mentre que altres creuen que s'inicià després dels Assassinats de Sture.
Eric, fou destronat i empresonat, i probablement va ser assassinat. Un examen a les seves restes, el 1958, confirmà que probablement morí d'enverinament per arsènic.

## Joventut
Eric XIV nasqué al Castell de Tre Kronor, a les nou en punt del matí del 13 de desembre de 1533. Abans de complir dos anys perdé la seva mare. El 1536, el seu pare, Gustau I, es casà amb Margarida Leijonhufvud (1516-55), una noble sueca.
El primer mestre d'Eric fou l'erudit alemany German Georg Norman, encara que ho fou per un temps breu, ja que els seus serveis foren requerits per altres menesters de l'estat suec. Fou reemplaçat pel francès calvinista Dionysius Beurreus (1500-1567). Dionysius va ensenyar a Eric i al seu germà Jahn, i sembla que fou apreciat per ambdós. Eric destacà en les llengües estrangeres i en les matemàtiques. També fou un aficionat a la història, un bon escriptor i estava familiaritzat amb l'astrologia.
Quan Eric començà a aparèixer en públic, se l'anomenà el "rei escollit" (utvald konung (suec)) i després de la reunió del Parlament de 1560 a Estocolm rebé el títol de "hereu del rei".
El 1557, Eric rebé els feus de Kalmar, Kronoberg i Öland. S'establí a la ciutat de Kalmar.
En contra dels desitjos del seu pare, Eric entaulà negociacions de matrimoni amb la Princesa Elisabet Tudor, la futura Elisabet I d'Anglaterra. Les tensions entre Eric i el seu pare creixeren. Va festejar Elisabet durant alguns anys, però abandonà els seus intents després d'haver d'interrompre el seu viatge a Anglaterra degut a la mort del seu pare el 1560. Eric també feu propostes fallides de matrimoni a, entre d'altres, Maria I d'Escòcia, Renata de Lorena, Anna de Saxònia i Cristina de Hessen.

## Regnat

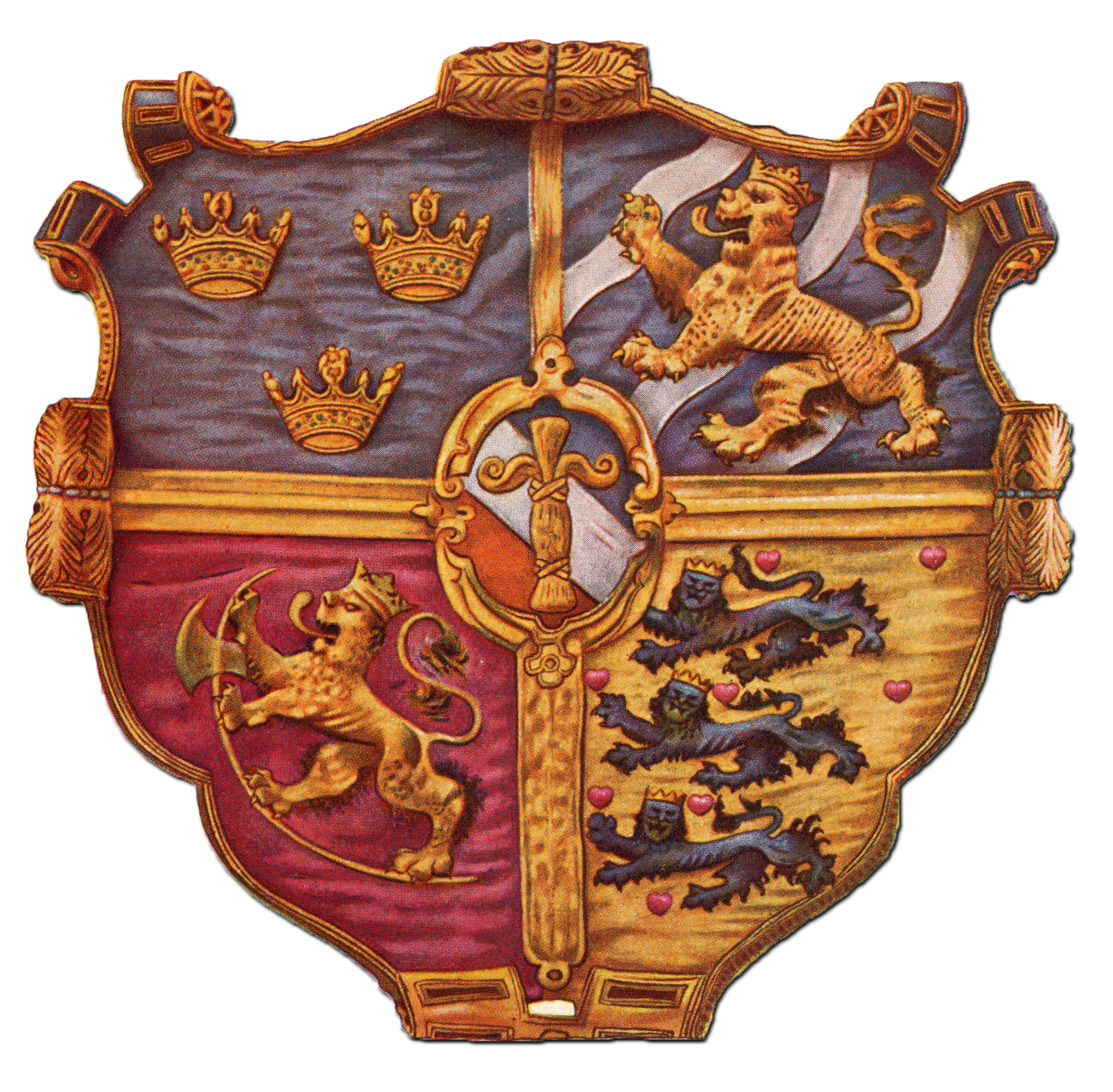
Escut d'armes de Suècia durant el regnat d'Eric XIV

Fou coronat com a Eric XIV, però no necessàriament fou el catorzè rei de Suècia amb aquest nom. Ell i el seu germà Carles IX adoptaren un numeral d'acord amb el relat fictici, de Johannes Magnus, de la història de Suècia. No obstant això, es té constància de sis anteriors reis suecs que portaren el nom d'Eric, així com pretendents al tron dels quals se'n coneix ben poc.
En clau interna, les ambicions d'Eric s'oposaren fortament als interessos de la noblesa sueca, incloent-hi el seu mig-germà, el futur Joan III de Suècia. Joan era el Duc de Finlàndia i estava casat amb una princesa polonesa, fet que li valgué la simpatia de Polònia. Joan seguí una política expansionista a Livònia (actualment Estònia, Letònia o Lituània) fet que originà la discòrdia entre els germans. El 1563, Joan fou capturat i jutjat per alta traïció per ordre d'Eric.
A diferència del seu pare, que s'havia conformat en governar un estat independent, Eric intentà expandir la seva influència al Bàltic, convertint Suècia en una gran potència. El seu expansionisme l'enfrontà al seu cosí, Frederic II de Dinamarca. Gran part del seu regnat fou dominat per la Guerra de Livònia i la Guerra nòrdica dels Set Anys contra Dinamarca, durant les quals rebutjà els intents danesos d'ocupació, però fou incapaç de mantenir les seves pròpies conquestes.
Des de 1563, la seva bogeria començà a pronunciar-se; el seu govern començà a ser més arbitrari i ha estat marcat per la violència. El 1567, sospitosos d'alta traïció, ordenà matar diversos membres de la família dels Sture (Assassinats de Sture), el mateix Eric apunyalà a Nils Sture. El rei probablement veié les morts més com una execució que com un assassinat.
Després dels assassinats dels Sture, Joan fou empresonat i el conflicte d'Eric amb la noblesa arribà al seu punt culminant. A la tardor de 1568, els ducs i els nobles es revoltaren, i Eric fou destronat. Fou empresonat pel Duc Joan, el qual ocupà el poder. El conseller de més confiança d'Eric, Jöran Persson, el qual tingué un paper protagonista en les polítiques contràries a la noblesa fou executat, després de l'ascens al tron de Joan III.
Eric XIV fou empresonat en diferents castells de Suècia i Finlàndia. Morí a la presó del castell d'Örbyhus, d'acord amb el folklore, el seu darrer àpat fou un bol de sopa de pèsols. Un document signat pel seu germà, Joan III de Suècia, i un noble, Bengt Bengtsson Gylta, donava autorització als guardes d'Eric per enverinar-lo si algú provava d'alliberar-lo. El seu cos fou posteriorment exhumat i una anàlisi forense modern demostrà una quantitat d'arsènic letal.

## Família
|  |                                    |  |  |  |  |  |  |  |  |  |  |  |  |  |  |  |
|  | Joan Kristiernsson (Vasa)          |  |  |  |  |  |  |  |  |  |  |  |  |  |  |  |
|  |                                    |  |  |  |  |  |  |  |  |  |  |  |  |  |  |  |
|  |                                    |  |  |  |  |  |  |  |  |  |  |  |  |  |  |  |
|  | Erik Johansson (Vasa)              |  |  |  |  |  |  |  |  |  |  |  |  |  |  |  |
|  |                                    |  |  |  |  |  |  |  |  |  |  |  |  |  |  |  |
|  |                                    |  |  |  |  |  |  |  |  |  |  |  |  |  |  |  |
|  | Birgitta Gustavsdotter (Sture)     |  |  |  |  |  |  |  |  |  |  |  |  |  |  |  |
|  |                                    |  |  |  |  |  |  |  |  |  |  |  |  |  |  |  |
|  |                                    |  |  |  |  |  |  |  |  |  |  |  |  |  |  |  |
|  | Gustau I (Vasa)                    |  |  |  |  |  |  |  |  |  |  |  |  |  |  |  |
|  |                                    |  |  |  |  |  |  |  |  |  |  |  |  |  |  |  |
|  |                                    |  |  |  |  |  |  |  |  |  |  |  |  |  |  |  |
|  | Måns Karlsson (Eka)                |  |  |  |  |  |  |  |  |  |  |  |  |  |  |  |
|  |                                    |  |  |  |  |  |  |  |  |  |  |  |  |  |  |  |
|  |                                    |  |  |  |  |  |  |  |  |  |  |  |  |  |  |  |
|  | Cecilia Månsdotter (Eka)           |  |  |  |  |  |  |  |  |  |  |  |  |  |  |  |
|  |                                    |  |  |  |  |  |  |  |  |  |  |  |  |  |  |  |
|  |                                    |  |  |  |  |  |  |  |  |  |  |  |  |  |  |  |
|  | Sigrid Eskilsdotter (Banér)        |  |  |  |  |  |  |  |  |  |  |  |  |  |  |  |
|  |                                    |  |  |  |  |  |  |  |  |  |  |  |  |  |  |  |
|  |                                    |  |  |  |  |  |  |  |  |  |  |  |  |  |  |  |
|  | Eric XIV                           |  |  |  |  |  |  |  |  |  |  |  |  |  |  |  |
|  |                                    |  |  |  |  |  |  |  |  |  |  |  |  |  |  |  |
|  |                                    |  |  |  |  |  |  |  |  |  |  |  |  |  |  |  |
|  | Joan V de Saxònia-Lauenburg        |  |  |  |  |  |  |  |  |  |  |  |  |  |  |  |
|  |                                    |  |  |  |  |  |  |  |  |  |  |  |  |  |  |  |
|  |                                    |  |  |  |  |  |  |  |  |  |  |  |  |  |  |  |
|  | Magnus I de Saxònia-Lauenburg      |  |  |  |  |  |  |  |  |  |  |  |  |  |  |  |
|  |                                    |  |  |  |  |  |  |  |  |  |  |  |  |  |  |  |
|  |                                    |  |  |  |  |  |  |  |  |  |  |  |  |  |  |  |
|  | Dorotea de Brandenburg (?- 1519)   |  |  |  |  |  |  |  |  |  |  |  |  |  |  |  |
|  |                                    |  |  |  |  |  |  |  |  |  |  |  |  |  |  |  |
|  |                                    |  |  |  |  |  |  |  |  |  |  |  |  |  |  |  |
|  | Caterina de Saxònia-Lauenburg      |  |  |  |  |  |  |  |  |  |  |  |  |  |  |  |
|  |                                    |  |  |  |  |  |  |  |  |  |  |  |  |  |  |  |
|  |                                    |  |  |  |  |  |  |  |  |  |  |  |  |  |  |  |
|  | Enric IV de Brunswick-Lüneburg     |  |  |  |  |  |  |  |  |  |  |  |  |  |  |  |
|  |                                    |  |  |  |  |  |  |  |  |  |  |  |  |  |  |  |
|  |                                    |  |  |  |  |  |  |  |  |  |  |  |  |  |  |  |
|  | Caterina de Brunswick-Wolfenbüttel |  |  |  |  |  |  |  |  |  |  |  |  |  |  |  |
|  |                                    |  |  |  |  |  |  |  |  |  |  |  |  |  |  |  |
|  |                                    |  |  |  |  |  |  |  |  |  |  |  |  |  |  |  |
|  | Caterina de Pomerània-Wolgast      |  |  |  |  |  |  |  |  |  |  |  |  |  |  |  |
|  |                                    |  |  |  |  |  |  |  |  |  |  |  |  |  |  |  |
|  |                                    |  |  |  |  |  |  |  |  |  |  |  |  |  |  |  |

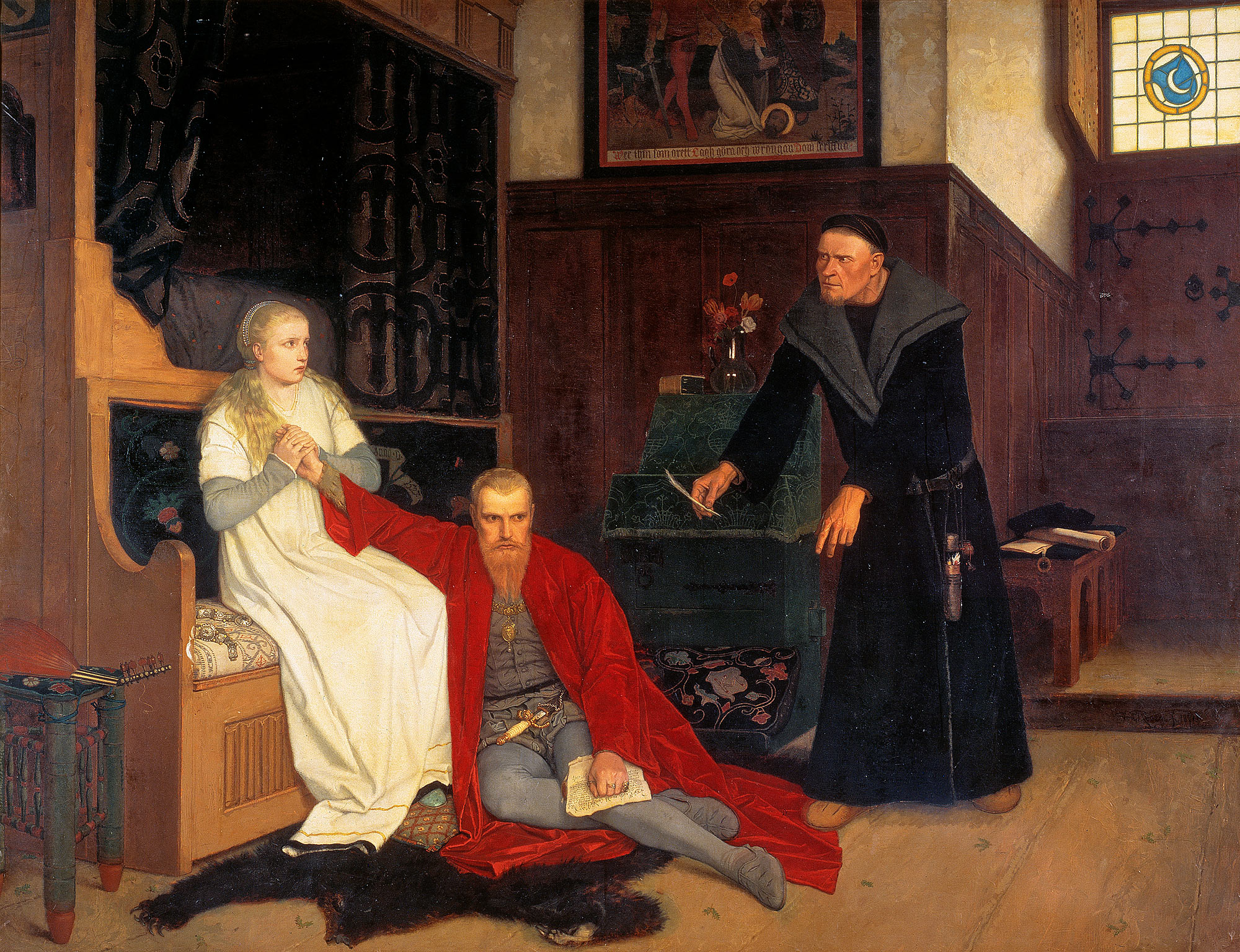
Karin Månsdotter, Eric XIV i Jöran Persson, en una pintura de Georg von Rosen de 1871

Eric XIV tingué diverses relacions abans de casar-se.
Amb Agda Persdotter:
1. Virginia Eriksdotter (1559-1633)
2. Constantia Eriksdotter (1560-1649)
3. Lucretia Eriksdotter (1564-after 1574).

Amb Karin Jacobsdotter:
1. Un nen sense nom, mort l'abril de 1565.

Eric XIV finalment es casà amb Karin Månsdotter (1550-1612) el 4 de juliol de 1568:
1. Sígrid (1566-1633; nascut abans del matrimoni), dama d'honor, esposa de dos nobles.
2. Gustau (1568-1607; nascut abans del matrimoni), mercenari.
3. Henrik (1570-74)
4. Arnold (1572-73)